# Протичовнова авіація

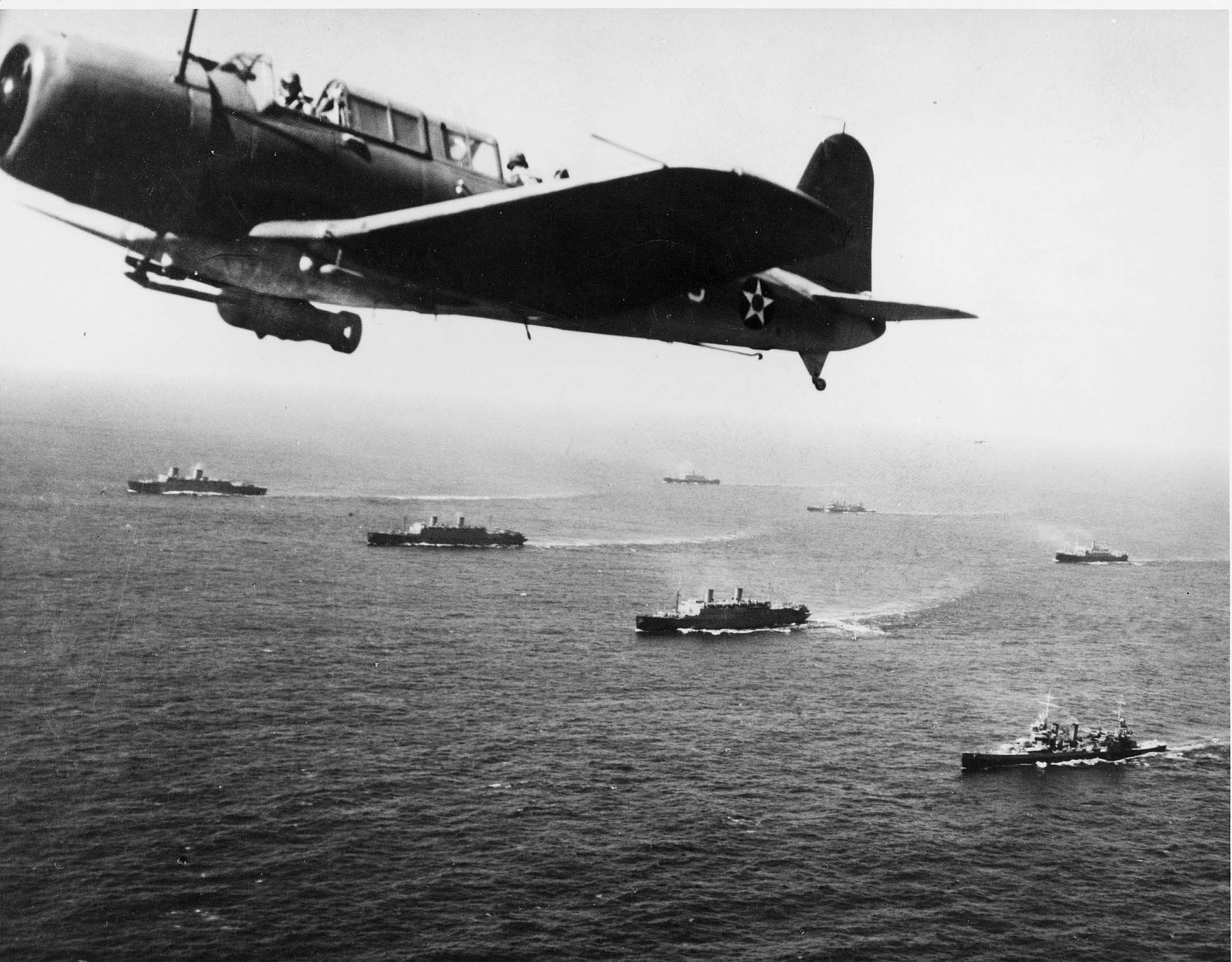
Протичовнові літаки здійснюють прикриття з повітря конвою суден.

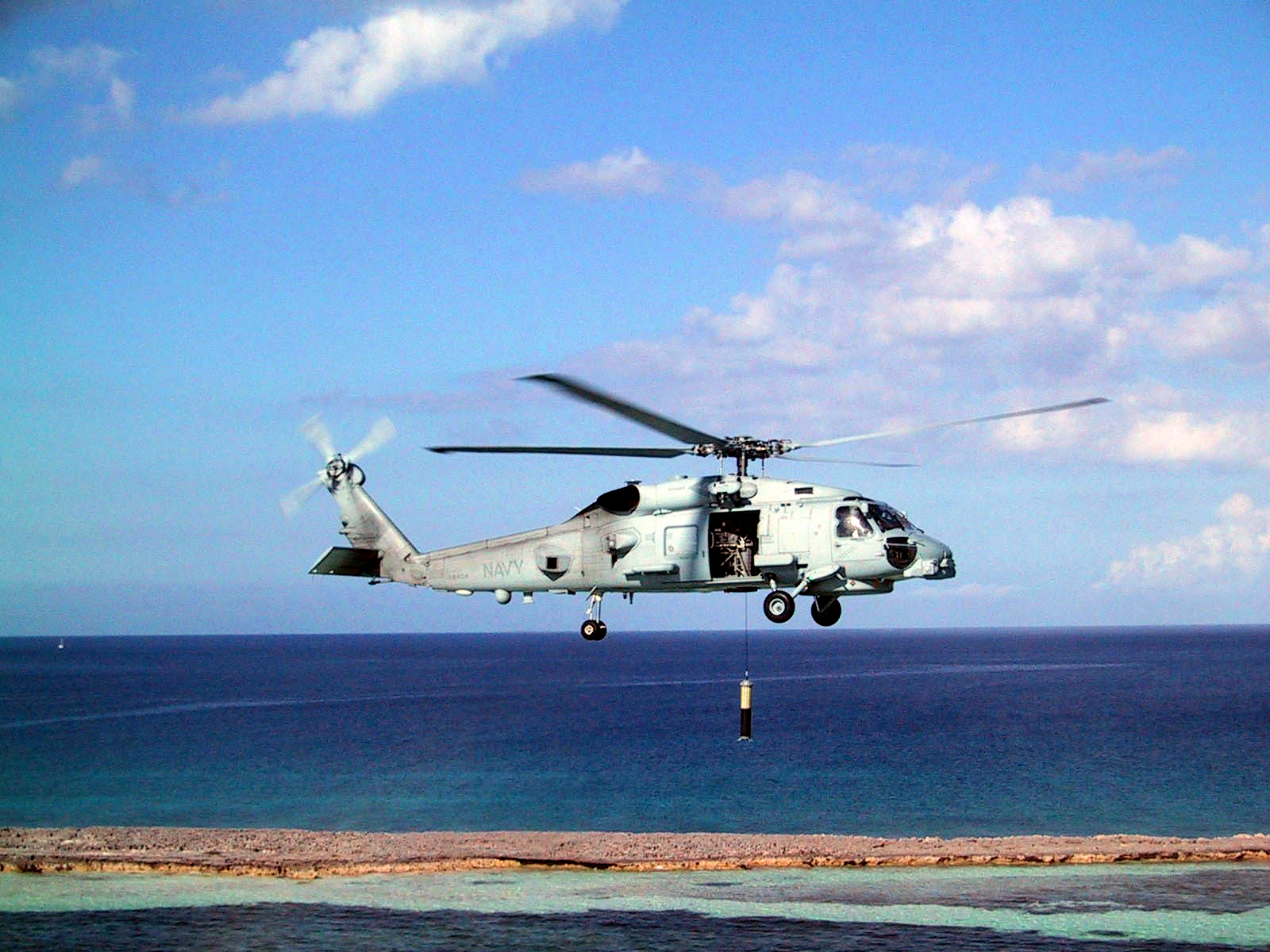
Протичовновий вертоліт Sikorsky SH-60 Seahawk. США

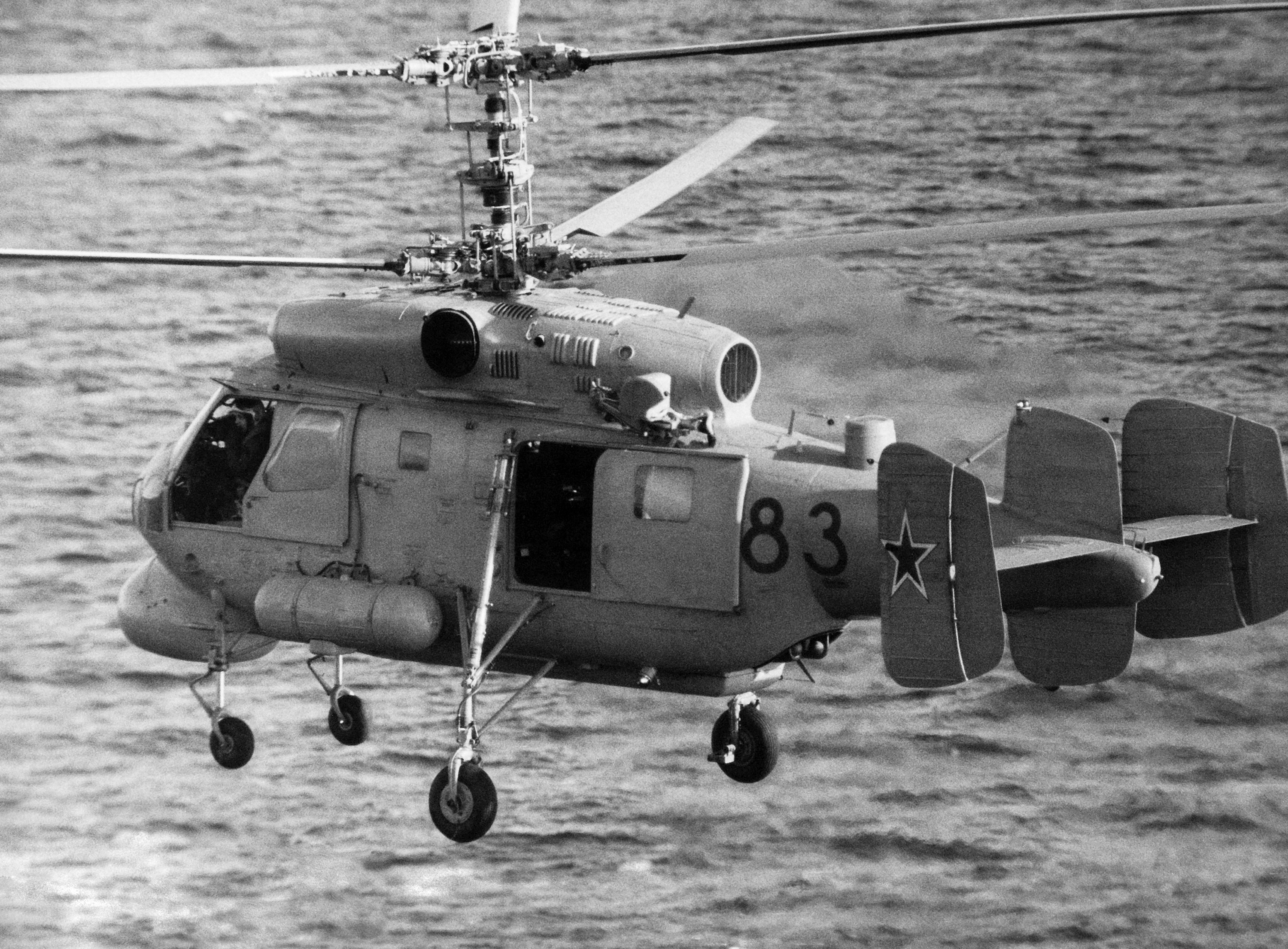
Протичовновий вертоліт Ка-25. СРСР

Протичовнова авіація — рід морської авіації військово-повітряних сил та авіації ВМС, призначений для пошуку та знищення підводних човнів противника, а також для охорони бойових кораблів, транспортів в конвоях й десантних загонів на переході морем.

## Класифікація протичовнової авіації
До складу протичовнової авіації входять військові літаки, вертольоти, дирижаблі та безпілотні літальні апарати, обладнані спеціальними засобами для пошуку і знищення підводних човнів противника. Здатність протичовнової авіації за короткий час обстежувати величезні акваторії робить їх ефективним засобом боротьби із сучасними підводними човнами.
Протичовнова авіація поділяється на авіацію берегового базування (у США та інших країнах НАТО називаються патрульними літаками) і палубну авіацію, що базуються на авіаносці і протичовнові кораблі. Для пошуку підводних човнів літальні апарати оснащені активними й пасивними засобами виявлення.
До активних засобів відносяться радіолокаційні станції, здатні виявляти підводні човні в надводному положенні або під перископом, а також система радіогідроакустичних буїв, що приймають від підводних човнів ехо-сигнали, що створюються вибуховим джерелом звуку. Пасивні засоби включають устаткування для реєстрації різнорідних фізичних полів, випромінюваних підводним човном, — звукових, магнітних, теплових тощо.
До таких засобів відносяться: радіогідроакустичні буї, що сприймають шуми підводних човнів; магнітометри, реєструючи зміни магнітного поля Землі, металевих, що викликаються корпусом підводних човнів; газоаналізатори, що дозволяють відзначати невеликі концентрації вихлопних газів дизелів підводних човнів; інфрачервона апаратура, фіксуючи різними способами перепад температур в струмені кільватера підводних човнів та інші засоби.
Сучасна протичовнова авіація може бути оснащена цими засобами або більшою їх частиною, об'єднаними в пошуково-прицільну систему, зв'язану з ЕОМ. Для ураження підводних човнів літаки мають самонавідні торпеди, глибинні бомби, ракети, міни.
Протичовнові вертольоти є засобом боротьби з підводними човнами, що швидко розвивається, оскільки вони можуть літати з порівняно малою швидкістю і зависати над заданим місцем, що дозволяє використовувати для виявлення підводних човнів гідроакустичні станції, що опускаються і буксирувальні. Ці вертольоти мають злітну масу до 11 т, максимальна швидкість до 270 км/год, дальність дії до 1000 км. Вони використовуються як з берегових аеродромів, так і з авіаносців, вертольотоносців, крейсерів, фрегатів, есмінців і надводних кораблів інших класів. Сьогодення багато флотів застосовують безпілотні вертольоти, керовані з корабля за допомогою радіокоманд. Засобами ураження з вертольотів виявлених підводних човнів є протичовнові торпеди, а також глибинні бомби (в безпілотних — лише торпеди).
На думку деяких військово-морських фахівців низки країн, сучасні дирижаблі можуть ефективно використовуватися як носії засобів пошуку і поразки підводних човнів завдяки їх здатності тривалий час знаходитися в повітрі, триматися над заданим місцем і літати з однаковою з підводних човнів швидкістю. Дирижаблі, володіючи великою вантажопідйомністю, здатні брати на борт потужні гідроакустічні та інші засоби пошуку, а також ефективні засоби для поразки підводних човнів. В 1-у і 2-у світові війни дирижаблі застосовувалися для вирішення завдань по боротьбі з підводними човнами. Після Другої світової війни велося конструювання протичовнових дирижаблів, проте оснащення ними флотів не вироблялося.
Протичовнові безпілотні літальні апарати та само як літаки або вертольоти можуть оснащуватися засобами виявлення підводних апаратів.

## Історія виникнення
Як рід сил протичовнова авіація з'явилася в 2-у світову війну 1939-45. Спочатку літаки виявляли зорово з висоти 400—500 м підводні човни, що знаходяться під водою, а уночі для підсвічування застосовувалися освітлювальні бомби і літакові прожектори. В ході війни на озброєння літаків поступили станції радіолокації, потім гідроакустичні буї й магнітометричні виявлювачі, глибинні бомби. Після війни у зв'язку з появою атомних ракетних підводних човнів протичовнова авіація отримала подальший розвиток.